# 菊池真弓 (社会学者)
菊池 真弓（きくち まゆみ）は、日本の社会学者。日本大学文理学部教授。専門は、家族社会学・老年社会学・高齢者福祉論。茨城県出身。

## 経歴

### 学歴
- 1993年（平成5年） - 道都大学社会福祉学部社会福祉学科卒業（社会福祉学士）
- 1995年（平成7年） - 日本大学大学院文学研究科社会学専攻博士前期課程修了（社会学修士）
- 1998年（平成10年） - 日本大学大学院文学研究科社会学専攻博士後期課程単位取得満期退学（博士号未取得）

### 職歴
- 1998年（平成10年） - 日本大学文理学部社会学科助手
- 2000年（平成12年） - いわき明星大学人文学部社会学科専任講師
- 2005年（平成17年） - いわき明星大学人文学部現代社会学科助教授
- 2007年（平成19年） - いわき明星大学人文学部現代社会学科准教授
- 2013年（平成25年） - いわき明星大学人文学部現代社会学科教授
- 2015年（平成27年） - いわき明星大学教養学部教養学科教授
- 2020年（令和2年） - 日本大学文理学部社会学科教授

## 専門（研究・活動内容等）

### 研究概要
高齢者のライフヒストリーに視点をあてた家族・地域ネットワーク研究。

#### 研究分野
- 社会学
- 家族社会学

#### 研究テーマ
- 高齢者世帯構造の変遷
  - 高齢者世帯、世帯構造
- 認知症高齢者のライフコースとQOLに関する調査研究
  - 認知症高齢者、ライフコース、QOL

## 所属学会
- 日本家族社会学会（事務局委員 、1998-2001 、国内 ）
- 日本社会学会（国内）
- 比較家族史学会（国内）
- 日本老年社会科学会（国内）
- 日本大学社会学会（理事 、2000-2005 、国内 ）
- 日本高齢者虐待防止学会（国内）
- 日本認知症ケア学会（国内）

※日本家族社会学会の事務局委員や日本大学社会学会の理事なども務めていた。

## 著書
- 『施設生活者のライフコース分析～単身高齢女性の事例を中心として』（2001年:人間の科学社）
- 『家族革命』（節:老後の生活）（2004年:弘文堂） ―ISBN 978-4-335-55094-2